# يي رونغ غوانغ
يي رونغ غوانغ Ye Rongguang (ولد في 3 أكتوبر 1963) لاعب شطرنج صيني يحمل لقب أستاذ كبير.
- وهو أول لاعب شطرنج صيني يحصل على لقب أستاذ كبير.
- عمل مدرباً لأكثر من عشر سنوات لبطلة العالم جو تشن.
- فاز ببطولة الصين للشطرنج عام 1990.
- وفي يناير 1991 بلغ في تصنيف إيلو 2545 نقطة، مما جعله المصنف رقم 97 عالمياً.

## وصلات خارجية
- يي رونغ غوانغ على موقع الاتحاد الدولي للشطرنج (الإنجليزية)
- يي رونغ غوانغ على موقع مباريات الشطرنج (الإنجليزية)
- يي رونغ غوانغ على موقع 365Chess.com (الإنجليزية)
- يي رونغ غوانغ على موقع Chesstempo.com (الإنجليزية)
- يي رونغ غوانغ سجل أولمبياد الشطرنج على موقع OlimpBase.org (الإنجليزية)